# Mesembryanthemum ciliatum
Mesembryanthemum ciliatum är en isörtsväxtart som beskrevs av William Aiton. Mesembryanthemum ciliatum ingår i Isörtssläktet som ingår i familjen isörtsväxter. Inga underarter finns listade i Catalogue of Life.